# Contea di Warren (Missouri)
La contea di Warren (in inglese Warren County) è una contea dello Stato del Missouri, negli Stati Uniti. La popolazione al censimento del 2000 era di 24 525 abitanti. Il capoluogo di contea è Warrenton.